# Roger Dumas
Roger Dumas (Annonay, 9 mei 1932 – Parijs, 3 juli 2016) was een Frans acteur en tekstschrijver. Hij werkte zowel voor het grote scherm, de televisie als het theater. 

## Leven en werk

### Eerste jaren
Reeds in 1945 begaf de jonge Dumas zich naar Parijs. Negen jaar later debuteerde hij bij het theatergezelschap van toneelregisseur Michel de Ré. Zijn vertolkingen vielen in de smaak, maar het waren zijn filmrollen die hem bekend maakten bij een ruimer publiek.
Na enkele onbeduidende bijrolletjes trok hij in 1959 de aandacht met twee steviger bijrollen: die van de jonge amateur-journalist die Arsène Lupin bijstaat in de komische misdaadfilm Signé Arsène Lupin en die van de jongen die tijdens de oorlog geboren is uit een overspelige relatie van Gabins vrouw en die door hem aanvaard wordt als zijn eigen kind in de tragikomedie Rue des prairies. Op de set van die laatste film ontmoette hij actrice Marie-Josée Nat met wie hij kort daarna huwde. Het huwelijk hield twee jaar stand.

### Bijrollen
Hij kreeg vooral bijrollen toebedeeld. Zo was hij in de jaren zestig te zien naast onder meer Louis de Funès (in de komedie Pouic-Pouic, 1963), Jean-Paul Belmondo (in de heel succesrijke avonturenfilm L'Homme de Rio, 1963) en Roger Hanin (in Chabrols spionagetweeluik Le Tigre aime la chair fraîche, 1964, en Le Tigre se parfume à la dynamite, 1965).
Later deed Chabrol nog een beroep op hem voor de zijn wrange thriller-komedie Masques (1987) en het Huppertdrama L'Ivresse du pouvoir (2005). Ook met Philippe de Broca werkte Dumas na L'Homme de Rio  opnieuw samen in de komedie Tendre poulet (1978) en in de historische avonturenfilm Chouans ! (1987). Hij stelde zijn talent ook meermaals ten dienste van Alain Corneau en Roger Hanin. 
Hij draaide even graag in populaire komedies zoals Association de malfaiteurs (1986), het megasucces Les Couloirs du temps : Les Visiteurs 2 (1997) of Ensemble, c'est tout (2007) als in auteursfilms van Olivier Assayas (de drama's Une nouvelle vie en Les Destinées sentimentales) en van striptekenaar Enki Bilal (de sciencefictionfilms Bunker Palace Hôtel en Tykho Moon).

### Toneel
Dumas bleef zijn hele carrière lang trouw aan de wereld van het theater. Hij dankt zijn prijs en nominaties voor de Molières (voor beste mannelijke bijrol), de belangrijkste Franse toneelonderscheiding, aan zijn jarenlange prestaties op de planken.  

### Liedjestekstschrijver
Hij schreef of schreef mee (samen met zijn vriend Jean-Jacques Debout) aan teksten voor onder meer Chantal Goya, Sylvie Vartan, Richard Anthony, Johnny Hallyday, Yves Montand en Gérard Lenorman.

## Filmografie (selectie)
- 1953: Les Fruits sauvages (Hervé Bromberger)
- 1953: Avant le déluge (André Cayatte)
- 1956: Pardonnez nos offenses (Robert Hossein)
- 1956: La mariée est trop belle (Pierre Gaspard-Huit)
- 1959: Signé Arsène Lupin (Yves Robert)
- 1959: Rue des prairies (Denys de La Patellière)
- 1963: Pouic-Pouic (Jean Girault)
- 1963: L'Homme de Rio (Philippe de Broca)
- 1964: Le Tigre aime la chair fraîche (Claude Chabrol)
- 1965: Le Tigre se parfume à la dynamite (Claude Chabrol)
- 1967: Caroline chérie (Denys de La Patellière)
- 1975: Le Faux-cul (Roger Hanin)
- 1977: Tendre poulet (Philippe de Broca)
- 1983: Le Marginal (Jacques Deray)
- 1983: Fort Saganne (Alain Corneau)
- 1984: L'Amour en douce (Edouard Molinaro)
- 1986: Association de malfaiteurs (Claude Zidi)
- 1987: Chouans ! (Philippe de Broca)
- 1987: Masques (Claude Chabrol)
- 1989: Bunker Palace Hôtel (Enki Bilal)
- 1992: Une nouvelle vie (Olivier Assayas)
- 1994: Le Nouveau Monde (Alain Corneau)
- 1995: Tykho Moon (Enki Bilal)
- 1997: Soleil (Roger Hanin)
- 1997: Les Couloirs du temps : Les Visiteurs 2 (Jean-Marie Poiré)
- 2000: Les Destinées sentimentales (Olivier Assayas)
- 2000: Inch'Allah dimanche (Yamina Benguigui)
- 2005: L'Ivresse du pouvoir (Claude Chabrol)
- 2006: Le Grand Meaulnes (Jean-Daniel Verhaeghe)
- 2007: Ensemble, c'est tout (Claude Berri)
- 2008: J'ai toujours rêvé d'être un gangster (Samuel Benchetrit)
- 2008: Ca$h (Éric Besnard)
- 2008: Le Premier Jour du reste de ta vie (Rémi Bezançon)
- 2009: Erreur de la banque en votre faveur (Michel Munz en Gérard Bitton)
- 2010: L'Autre Dumas (Safy Nebbou)
- 2011: Derrière les murs (Julien Lacombe)
- 2015: Premiers crus (Jérôme Le Maire)

## Prijzen en nominaties

### Prijs
- 2006: Molière voor beste mannelijke bijrol voor Moins deux

### Nominaties
- 1994: Molière voor beste mannelijke bijrol voor Le Retour
- 2003: Molière voor beste mannelijke bijrol voor Hysteria (in regie van John Malkovich)

- Bibliothèque nationale de France: cb13940264r (data)
- Gemeinsame Normdatei: 1048651541
- International Standard Name Identifier: 0000 0001 1448 9706
- Library of Congress Control Number: no2008026961
- MusicBrainz: 5cc55011-6b56-4b5d-974e-2ee6a8493124
- Nationale Bibliotheek van Israël: 987010649064105171
- Istituto Centrale per il Catalogo Unico: DDSV307887
- Système universitaire de documentation: 079489567
- Union List of Artist Names: 500355426
- Virtual International Authority File: 42029112
- WorldCat: E39PBJpjdYfxfjD6YmTtYFRqcP